# یواس‌اس بارنستبل (ای‌پی‌ای-۹۳)
یواس‌اس بارنستبل (ای‌پی‌ای-۹۳) (به انگلیسی: USS Barnstable (APA-93)) یک کشتی بود که طول آن ۴۹۲ فوت (۱۵۰ متر) بود. این کشتی در سال ۱۹۴۳ ساخته شد.